# Seelotse
Die Seelotse ist ein ehemaliges Lotsenversetzboot der Lotsenbrüderschaft Weser II/Jade, die das Schiff im Zubringerdienst zu dem in der Wesermündung liegenden Lotsenstationsschiff und für den Lotswechsel auf der Weser auf Höhe der Geestemündung vor Bremerhaven einsetzte. 
Das Schiff ist für maximal 30 Personen zugelassen, die allerdings nur bei Tagesfahrten an Bord Platz finden. Schlafplätze gibt es an Bord für zwölf Personen (inkl. Besatzung), darüber hinaus gibt es zwei Notbetten.

## Geschichte
Gebaut wurde die Seelotse auf der Fr. Schweers Schiffs- und Bootswerft in Berne-Bardenfleth. Der Stapellauf fand im Dezember 1955 statt, die Indienststellung folge am 19. Januar 1956. Das Schiff, das für eine dreiköpfige Besatzung gebaut wurde, ist 29,80 m lang, 5,45 m breit und hat einen Tiefgang von 2 m. Angetrieben wird es von einem Achtzylinder-Deutz-Dieselmotor mit einer Leistung von 628 PS, die Höchstgeschwindigkeit beträgt ca. 12 kn. Die Baukosten betrugen etwa 420.000 DM.
1998 wurde die Seelotse außer Dienst gestellt. Der Förderverein Maritimer Denkmalschutz in Bremerhaven übernahm das Schiff im Oktober des Jahres und erhielt es als Traditionsschiff. Der Verein unternahm mit dem Schiff u. a. Gäste- und Rundfahrten. 
Aufgrund von Geldmangel bot der Verein das Schiff im Jahr 2010 zum Verkauf an. Um die Seelotse zu erhalten, kaufte die Team Ship Management das Traditionsschiff. Für Unterhaltung und Betrieb des Schiffes wurde im Dezember 2010 der Freundeskreis Traditionsschiff MS „SEELOTSE“ e.V. gegründet.
Im Juli 2014 wurde das Schiff aufgrund hoher Instandhaltungskosten nach Hamburg verkauft. Der neue Eigentümer, der 2009 mit der Bremerlotse auch schon ein anderes ehemaliges Lotsenversetzboot gekauft hatte, will das Schiff als schwimmendes Büro nutzen, es aber auch weiter für Ausflugsfahrten einsetzen.